# بولشيريتشي (أومسك)
بولشيريتشي (بالروسية: Большеречье) هي مدينة في مقاطعة أومسك أوبلاست في روسيا.